# Ökna, Närke
Andra Ökna i Närke är Öknaskolan i Vivalla i Örebro och samhället Ökna söder om Örebro.
Ökna är ett samhälle i Lekebergs kommun i västra Närke. Det ligger i ett jordbrukslandskap, några kilometer sydväst om Fjugesta. Genom samhället går länsväg 204 och tidigare gick också Svartåbanan genom området; en järnväg som dock idag är nedlagd. Genom Ökna rinner Svartån. Ökna består till största delen av en samling enfamiljshus, omgivna av större gods och gårdar i det närliggande området Gropen.